# 厘摩
厘摩（centimorgan，简写为），或称为图距单位（map unit），是遗传連鎖中的距离单位。「厘」（centi-）指百分之一，個位是「摩爾根」（M，紀念现代遗传学之父托马斯·亨特·摩尔根），但一般只使用厘摩。1厘摩的定义为两个位点间平均100次减数分裂发生1次遗传重组。对于人类来说，1厘摩平均相当于100万个碱基对。

## 重組機率
因為只有當兩個標記之間存在奇數個染色體互換時才能檢測到兩個標記之間的基因重組，所以以厘摩為單位的距離並不完全對應於基因重組的機率。根據卜瓦松分布，d厘摩的遺傳距離將導致奇數個染色體交換因而可檢測到的基因重組機率為
{\displaystyle \ P({\text{recombination}}|{\text{linkage of }}d{\text{ cM}})=\sum _{k=0}^{\infty }\ P(2k+1{\text{ crossovers}}|{\text{linkage of }}d{\text{ cM}})}
{\displaystyle {}=\sum _{k=0}^{\infty }e^{-d/100}{\frac {(d/100)^{2\,k+1}}{(2\,k+1)!}}=e^{-d/100}\sinh(d/100)={\frac {1-e^{-2d/100}}{2}}\,}